# Arnold Luhaäär
Arnold Luhaäär (Mõisaküla, 1905. október 20. – Tallinn, 1965. január 19.) észt súlyemelő.
Szülőhazájának ezüstérmet szerzett nehézsúlyban az 1928. évi nyári olimpiai játékokon, Amszterdamban, majd bronzérmet szerzett szintén nehézsúlyban az 1936. évi nyári olimpiai játékokon, Berlinben.
Olimpiai érmeit szülőfaluja múzeuma őrzi.